# 신뢰

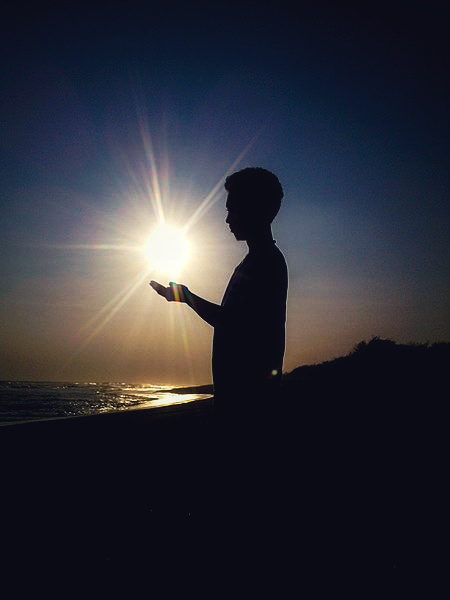

신뢰(信賴)는 타인의 미래 행동이 자신에게 호의적이거나 또는 최소한 악의적이지는 않을 가능성에 대한 기대와 믿음을 말한다. 즉 신뢰는 상대가 어떻게 행동할 것이라는 믿음 하에 상대방의 협조를 기대하는 것이라고 볼 수 있다. 보통 불확실성이 제도화함에 따라 순응의 발생이 확실해지는 상황에 신뢰가 형성된다. 신뢰에 대한 다양한 정의들을 정리하면, 신뢰란 '한 행위자가 위험에도 불구하고 다른 행위자가 자신의 기대 혹은 이해에 맞도록 행동할 것이라는 주관적 기대'이다. 이러한 신뢰는 사회적 관계를 전제로 하며, 그 관계속에서 존재하며, 신뢰가 있음으로 해서 관련 행위자들은 협동을 할 수 있고, 감시와 통제 비용을 줄일 수 있다는 점에서 사회적 자본의 전형적인 경우이다. 또한 신뢰는 사회적 자본으로서 공공재의 성격을 가지고 있다. 이는 다시 말해 신뢰 또한 공중재로서의 딜레마를 갖고 있다는 것을 의미한다. 즉, 사회적 관계 내에서 합리적 개인이라면 자신은 신뢰를 주지 않으면서 타인들은 자신에게 신뢰를 주거나 혹은 자신과 관련된 사람들간에 사회적 신뢰가 형성되기를 바랄 것이다.
신뢰 논의를 최초로 이론적으로 전개한 사회학자는 니클라스 루만이다. 1960년대 말 루만은 체계이론의 시각에서 사회적 복잡성의 한 해소 기제로 신뢰문제를 다루기 시작하면서 이 문제에 대한 사회과학적 논의의 가능성이 크게 열리게 되었다.

## 신뢰의 구조
1. 신뢰는 언제나 위험을 전제로 하고 있으며, 즉 신뢰자는 신뢰의 대상이 기대대로 행위하지 않을 수 있다는 배신의 가능성을 항상 전제한다. 만일 신뢰의 대상이 어떤 이유에서든지 특정 행위만을 할 수 밖에 없다면 그 내용에 상관없이 우리는 신뢰가 존재한다고 할 수 없다.
2. 신뢰는 정보의 불확실성과 감시의 불완전성을 모두 전제한다.
3. 신뢰는 자발적이다. 즉, 신뢰는 신뢰자나 신뢰의 대상 모두에게 자발성을 전제로 한다.
4. 신뢰는 신뢰자의 계산성을 전제로 한다. 계산성을 정의하면 신뢰자가 신뢰의 대상이 신뢰의 기대대로 행동할 확률과 실제로 기대대로 행동했을 때의 이익과 배반했을 때의 손실을 예상하고 이에 따라 신뢰할 것인가 아닐 것인가를 미리 정한다는 것이다. 혹은 신뢰자는 무조건적으로 손해보는 것을 예상하고 신뢰하지는 않을 것이라는 것이다.
5. 신뢰의 궁극적인 목표는 협조이다. 즉 한 행위자가 다른 행위자를 신뢰한다는 것은 다른 행위자가 자신의 이해에 부응하도록 협조할 것을 주관적으로 기대하는 것이다.
6. 신뢰란 사회적 관계성을 전제로 한다. 즉, 신뢰란 최소한 두 사람 이상의 사회적 관계를 나타내는 특성이며 그 사회적 관계 내에 존재한다.[2]

## 대한민국에서의 신뢰 연구
대한민국에서 신뢰에 대한 사회학적인 논의가 국내에서 본격적으로 전개되기 시작한 역사가 짧음에도 불구하고 학계의 비교적 커다란 관심을 끌게 된 데에는 경제 위기 경험이 크게 작용하였다. 이러한 사회 현실의 배경과 함께 근래에 와서 해외 학계에서 신뢰 문제에 관한 논의가 빠르게 확산되어온 것도 중요한 배경이 되었다. 또한 국내의 신뢰론자들은 대체로 신뢰를 대표적인 사회자본으로 간주하여 신뢰의 축적 방안을 모색하는 데 공통된 관심을 기울이는 경향이 있다.

## 참고 문헌
1. 1 2  홍재우. “민주주의 공고화의 이해: 불확실성과 불신의 제도화”. 《신뢰연구》. 2017년 2월 4일에 원본 문서에서 보존된 문서. 2016년 1월 3일에 확인함.
2. 1 2  박찬웅. “경쟁의 사회적 구조”. 《한국사회학》. 2015년 12월 21일에 확인함.
3. 1 2 3  강수택. “사회적 신뢰에 관한 이론적 시각들과 한국 사회”. 《사회와 이론》. 2015년 12월 27일에 확인함.

## 같이 보기
- 믿음